# Bleach (альбом)
| Оценки критиков               | Оценки критиков |
| Источник                      | Оценка          |
| ----------------------------- | --------------- |
| AllMusic                      | [ 1 ]           |
| Billboard                     | [ 10 ]          |
| Blender                       | [ 11 ]          |
| Mojo                          | [ 12 ]          |
| NME                           | 8/10            |
| Pitchfork                     | 8.5/10          |
| Q                             | [ 15 ]          |
| Rolling Stone                 | [ 16 ]          |
| The Rolling Stone Album Guide | [ 17 ]          |
| Select                        | 4/5             |

Bleach («Отбеливатель») — дебютный студийный альбом американской гранж-группы Nirvana, выпущенный 15 июня 1989 года на независимом лейбле Sub Pop. Первоначально альбом был продан в количестве 30 000 копий, но на волне успеха второй пластинки Nirvana Nevermind дебютный альбом группы получил статус платинового.

## История
После выпуска своего дебютного сингла «Love Buzz» на лейбле Sub Pop в ноябре 1988 года, Nirvana репетировала на протяжении двух-трёх недель в рамках подготовки к записи полноформатного альбома, даже несмотря на то, что Sub Pop предполагал выпустить лишь мини-альбом. Основные сессии для Bleach проходили в звукозаписывающей студии Reciprocal в Сиэтле, с местным продюсером Джеком Эндино. Nirvana начала запись с пятичасовой сессии 24 декабря 1988 года. Группа продолжила запись 29—31 декабря, а также 14 и 24 января. Эндино зарегистрировал группу на 30 часов записи. Три песни на альбоме — «Floyd the Barber», «Paper Cuts» и «Downer» — были записаны во время предыдущей сессии группы в студии Reciprocal в 1988 году, с Дейлом Кровером на ударных. Несмотря на попытки перезаписать эти песни с новым ударником Чэдом Ченнингом, группа решила перемикшировать для альбома версии, записанные с Кровером. Как рассказывали музыканты, во время записи вокалист/гитарист Курт Кобейн подхватил простуду и принимал кодеиновый сироп от кашля, вместе с ним его принимала и вся группа (кодеин является наркотическим веществом), и, по их рассказам, настроения песен были навеяны кодеиновым опьянением. Записывались песни очень быстро, иногда с одной-двух попыток. Согласно Эндино, песня «Big Long Now» была исключена из альбома потому, что Кобейн чувствовал, что «было уже достаточно медленного, тяжёлого материала на Bleach, и он “не хотел, чтобы эта песня вышла”». Альбом был подготовлен к изданию и секвенирован, но глава Sub Pop Брюс Пэвитт сказал, чтобы альбом был секвенирован заново. Выпуск альбома задержался на несколько месяцев, пока у Sub Pop не появилось достаточно средств, чтобы издать его.
На запись альбома ушло 606 долларов и 17 центов. Но, так как ни у кого из группы таких денег не было, за запись заплатил их знакомый гитарист Джейсон Эверман, впечатлённый их демозаписью с Кровером. На несколько месяцев он так же вошёл в состав группы в качестве второго гитариста. Хотя Эверман не принимал участия в записи, он был показан на передней обложке альбома, и указан в качестве гитариста на задней. Бас-гитарист Крист Новоселич объяснял: «Мы просто хотели, чтобы он почувствовал себя в группе более уверенно».
Альбом был очень популярен на студенческих радиостанциях. Общий тираж альбома составил 35000 экземпляров, что являлось великолепным результатом для никому не известной группы из небольшого города. Такие продажи явились следствием напряжённых гастрольных туров группы.
Альбом выдержан в стиле гранж (кроме песни «About a Girl») в его классическом понимании и является одним из самых ярких представителей этого направления конца 80-х.

## Список композиций
Слова и музыка всех песен — написаны Куртом Кобейном за исключением указанных.
| №   | Название                             | Автор(ы)         | Перевод           | Длительность |
| --- | ------------------------------------ | ---------------- | ----------------- | ------------ |
| 1.  | «Blew»                               |                  | Обкуренный        | 2:55         |
| 2.  | «Floyd the Barber»                   |                  | Парикмахер Флойд  | 2:18         |
| 3.  | «About a Girl»                       |                  | О девушке         | 2:48         |
| 4.  | «School»                             |                  | Школа             | 2:42         |
| 5.  | «Love Buzz» (кавер на Shocking Blue) | Робби ван Леувен | Любовная трясучка | 3:35         |
| 6.  | «Paper Cuts»                         |                  | Обрывки бумаги    | 4:06         |
| 7.  | «Negative Creep»                     |                  | Негативный тип    | 2:56         |
| 8.  | «Scoff»                              |                  | Посмешище         | 4:10         |
| 9.  | «Swap Meet»                          |                  | Барахолка         | 3:03         |
| 10. | «Mr. Moustache»                      |                  | Мистер Усатый     | 3:24         |
| 11. | «Sifting»                            |                  | Отсеивание        | 5:22         |

| №   | Название           | Автор(ы)                     | Перевод       | Длительность |
| --- | ------------------ | ---------------------------- | ------------- | ------------ |
| 12. | «Big Cheese» ([I]) | Курт Кобейн, Крист Новоселич | Большая шишка | 3:42         |
| 13. | «Downer»           |                              | Депрессант    | 1:43         |

| №   | Название           | Автор(ы)                   | Перевод           | Длительность |
| --- | ------------------ | -------------------------- | ----------------- | ------------ |
| 14. | «Intro»            |                            | вступление        | 0:53         |
| 15. | «School»           |                            | Школа             | 2:36         |
| 16. | «Floyd the Barber» |                            | Парикмахер Флойд  | 2:17         |
| 17. | «Dive»             |                            | Погружайся        | 3:42         |
| 18. | «Love Buzz»        |                            | Любовная трясучка | 2:58         |
| 19. | «Spank Thru»       |                            | Шлепок            | 2:59         |
| 20. | «Molly's Lips»     | Юджин Келли, Фрэнсис МакКи | Губы Молли        | 2:16         |
| 21. | «Sappy»            |                            | Глупая            | 3:19         |
| 22. | «Scoff»            |                            | Посмешище         | 3:53         |
| 23. | «About a Girl»     |                            | О девушке         | 2:28         |
| 24. | «Been a Son»       |                            | Быть сыном        | 2:01         |
| 25. | «Blew»             |                            | Обкуренный        | 4:32         |

↑ I «Big Cheese» не была включена в британские издания альбома до перевыпуска в 1992 году, хотя присутствовала на американских изданиях.

## Участники записи
Nirvana
- Курт Кобейн — вокал, гитара
- Крист Новоселич — бас-гитара
- Чэд Ченнинг — ударные

Дополнительный персонал
- Дейл Кровер — ударные («Floyd the Barber», «Paper Cuts», «Downer»)
- Джек Эндино[англ.] — продюсер